# Internationale Bauausstellung

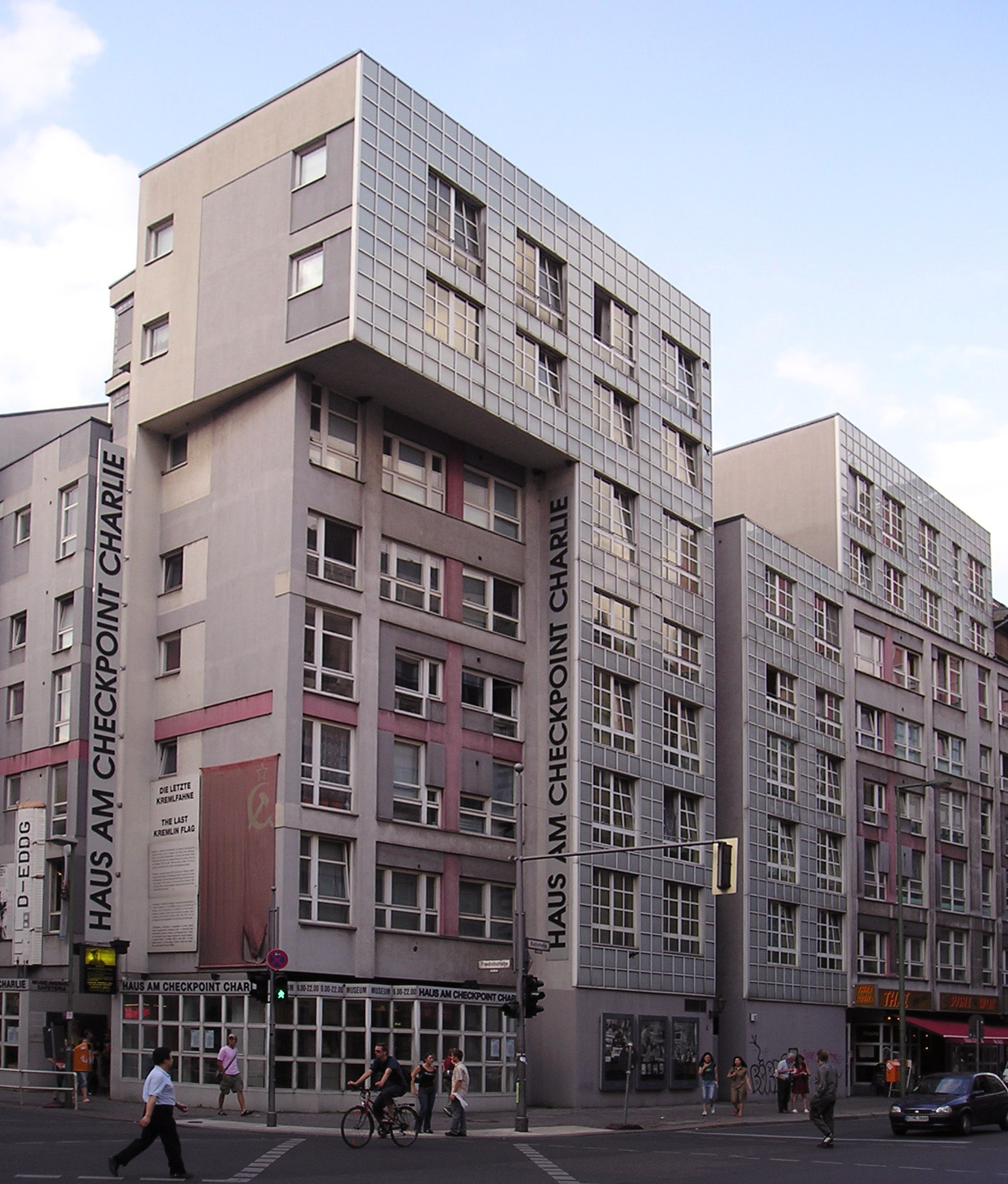
Haus am Checkpoint Charlie byggdes som en del i Internationale Bauausstellung 1987 i Västberlin

Internationale Bauausstellung (IBA) är en i Tyskland, och sedan år 2013 även utomlands,  återkommande utställning kring stadsplanering och byggande i städer. Utställningarna är tänkt att bidra med nya idéer och projekt socialt, kulturellt och ekologiskt i en stad eller region i behov av modernisering. Stadsplanerare, arkitekter, landskapsplanerare och företag bjuds in i tävlingar för de olika projekten som ingår.

## Tidigare utställningar[1]
- Interbau (IBA 57) i Västberlin.
- Internationale Bauausstellung 1987 i Västberlin.
- Internationale Bauausstellung Emscher Park, på flera platser längs floden Emscher i norra delen av Ruhrområdet, 1989–1999.

- IBA Hamburg pågick 2006–2013. Man arbetade inom stadsplaneringen för ökad integration mellan stadens norra och södra delar över floden Elbe, med fokus på stadsdelarna Hamburg-Veddel och Hamburg-Wilhelmsburg.

Till IBA räknas också utställningarna på Mathildenhöhe i Darmstadt 1901 och Weißenhofsiedlung i Stuttgart 1927.

## Pågående projekt[1]
- IBA Basel 2012 – 2022
- IBA Heidelberg 2012 – 2023
- IBA Thüringen 2013 – 2020
- IBA Parkstad 2016 – 2022 i Nederländerna
- IBA_Wien 2016 – 2022 i Österrike
- IBA Stuttgart 2017 – 2027